# Scymnhova ornatipennis
Scymnhova ornatipennis is een keversoort uit de familie lieveheersbeestjes (Coccinellidae). De wetenschappelijke naam van de soort is voor het eerst geldig gepubliceerd in 1909 door Albert Sicard.